# Indraloris
Indraloris es un género extinto de primate de la familia Sivaladapidae que existió durante el Mioceno en India y Pakistán. Se reconocen dos especies: I. himalayensis y I. kamlialensis. Su peso corporal estimado oscila entre unos 2 kg para I. kamlialensis y más de 4 kg (8.8 lb) para I. himalayensis.
Las especies descritas se basan en hallazgos de dientes y fragmentos mandibulares. La longitud cefalocaudal del cuerpo mandibular es mayor a nivel de los últimos premolares que en la parte frontal. Los premolares inferiores son alargados y los molares inferiores son más cortos y anchos que los de Sivaladapis. Indraloris pudo haber sido arborícola y parcialmente frugívoro. Los primeros fósiles descubiertos a principios de la década de 1930 fueron catalogados erróneamente; uno como pertenecientes a un carnívoro y el otro a un lorísido. La identificación como carnívoro fue rectificada en 1968 y en 1979, Indraloris y el género relacionado Sivaladapis fueron identificados como pertenecientes a los adapiformes, un grupo primitivo de primates.

## Taxonomía
Actualmente, Indraloris se considera un género válido dentro de la familia Sivaladapidae con dos especies reconocidas: I. himalayensis hallada en Haritalyangar, India (de hace cerca de 9 millones de años) y I. kamlialensis hallado en la meseta de Potwar, Pakistán (de 15,2 millones de años de antigüedad). Otro hallazgo en la meseta de Potwar (entre hace 16,8 y 15,2 millones de años) puede representar una nueva especie.
En 1932, el paleontólogo inglés Guy Pilgrim describió dos especies que vivieron durante el Miocenoen la actual India y Pakistán, Sivanasua palaeindica de Chinji (Pakistán) y Sivanasua himalayensis de Haritalyangar (India). El género Sivanasua, al que las asignó, es un género de carnívoros conocido en Europa. Al año siguiente G Edward Lewis describió la nueva especie Indraloris lulli a partir del hallazgo en Haritalyangar, y lo ubicó provisionalmente en la familia Lorisidae. El nombre genérico, Indraloris, proviene de una combinación del dios Indra con el nombre Loris y el nombre específico, lulli, se asignó en honor a Richard Swann Lull, en ese momento director del Museo Peabody de Historia Natural. No fue sino hasta 1968 que el antropólogo estadounidense Ian Tattersall que las especies asignadas al género Sivanasua por Pilgrim se habían identificado erróneamente; el sugirió que Sivanasua himalayensis probablemente era el mismo Indraloris lulli, pero dejó sin clasificar a Sivanasua palaeindica. Tattersall, siguió considerando a Indraloris como un lorísido.
Lewis sugirió que Indraloris pudo derivarse de Adapidae, un grupo primitivo de primates, y en 1970 algunos autores ubicaron a Indraloris en este clado. En 1979, los paleontólogos Philip Gingerich y Ashok Sahni revisaron las especies de Indraloris y Sivanasua. Consideraron a Sivanasua himalayensis y a  Indraloris lulli como una misma especie, Indraloris himalayensis, y describieron el nuevo género Sivaladapis para Sivanasua palaeindica y otra especie descrita posteriormente, Sivanasua nagrii. Gingerich y Sahni consideraron a Indraloris y Sivaladapis como adapiformes.
Otros autores sugirieron clasificaciones taxonómicas similares para ese tiempo. En 1979, Herbert Thomas y Surinder Verma consideraron a Indraloris y Sivaladapis como adápidos, pero los ubicaron dentro de una misma subfamilia de Sivaladapinae. También en 1979, Frederick Szalay y Eric Delson clasificaron a Indraloris en su propia tribu, Indralorisini, dentro de Adapidae. En 1980, los paleontólogos indios S.R.K. Chopra y R.N. Vasishat ubicaron las dos especies de Sivanasua de Pilgrim en Indraloris y arguyeron que tanto Indraloris lulli, Sivanasua himalayensis y Sivanasua nagrii representaban una misma especie: Indraloris himalayensis. También incluyeron a Sivanasua palaeindica como una segunda especie de Indraloris, I. palaeindica, y siguieron considerando a Indraloris como un lorísido. En 1984, Gingerich y Sahni publicaron una revisión más detallada sobre Sivaladapis, ubicando los dos géneros en Sivalapinae una subfamilia de Adapidae. En 1985, Vasishat clasificó a Indraloris y Sivaladapis en un solo género e Indraloris himalayensis y Sivaladapis nagrii dentro de la misma especie, no obstante otros autores no siguieran esta clasificación.
En una revisión de 1998, el primatólogo Marc Godinot ubicó a Sivaladapidae como una familia dentro de los adapiformes, la cual se encuentra vigente desde entonces. Algunos géneros aparte de Indraloris y Sivaladapis fueron ubicados en Sivaladapidae, procedentes desde el Eoceno hasta el Mioceno de China, Tailandia, Myanmar, India y Pakistán. Los sivaladápidos incluyen los adapiformes más recientes, a pesar de que la mayoría proceden del Eoceno, algunos vivieron hasta el Mioceno.
A pesar de estos cambios taxonómicos, hasta 2005 Indraloris tenía solo dos especímenes conocidos, el holotipo de Indraloris lulli y Sivanasua palaeindica. En ese año los paleontólogos estadounidenses Lawrence Flynn y Michèle Morgan describieron cinco dientes de Indraloris, procedentes de la formación Kamlial, como pertenecientes a una segunda especie del género Indraloris kamlialensis. La especie recibió el nombre específico por la formación don de fue hallado. Adicionalmente, estos autores propusieron que a partir de los especímenes conocidos se podría clasificar una nueva especie de Indraloris.

## Hallazgos
| Espécimen  | Órgano                                                         | Localidad     | Especies                                       | Medidas              |
| ---------- | -------------------------------------------------------------- | ------------- | ---------------------------------------------- | -------------------- |
| GSI D237   | Fragmento mandibular con m1                                    | Haritalyangar | I. himalayensis (holotipo)                     | Lm1: 7.0; Am1: 5.5   |
| MPY 13802  | m1 or m2                                                       | Haritalyangar | I. himalayensis (holotipo de Indraloris lulli) | L: 5.5; A: 4.3       |
| SGPY 24338 | p4                                                             | Y642          | I. kamlialensis                                | L: 4.68; A: 2.71     |
| SGPY 32151 | dp4                                                            | Y642          | I. kamlialensis                                | L: 4.38; W: 2.99     |
| SGPY 33157 | p3                                                             | Y682          | I. kamlialensis                                | L: 3.67; A: 2.21     |
| SGPY 44443 | m1 or m2                                                       | Y682          | I. kamlialensis (holotipo)                     | L: >4.00; A: 3.34    |
| SGPY 46099 | M3                                                             | Y682          | I. kamlialensis                                | L: >3.86; A: 4.35    |
| SGPY 32152 | Fragmento mandibular con m1                                    | Y642          | Indraloris, grande sp.                         | Lm1: 5.78; Am1: 4.91 |
| SGPY 32727 | Fragmento mandibular con p3 izquierdo y p2 derecho en erupción | Y801          | Indraloris, grande sp.                         | Lp3: 4.47; Ap3: 2.05 |
| 1. 2. 3.   |                                                                |               |                                                |                      |

Indraloris se conoce solamente a partir de dientes aislados y fragmentos mandibulares. Esto sugiere que Indraloris era un sivaladápido mediano, algo menor que Sivaladapis. En 1992, Gingerich y su equipo estimaron que Indraloris himalayensis pudo pesar entre 3,7 y 4,3 kg basándose en el tamaño de los dientes; Flynn y Morgan estimaron un peso corporal en torno a los 2 kg para I. kamlialensis.

## Distribución y ecología
Los fósiles de Indraloris proceden solamente de estratos del Mioceno de India y Pakistán. I. himalayensis se conoce solo por el hallazgo de Haritalyangar, un sitio fosilífero de finales del Mioceno en el estado de Himachal Pradesh. La antigüedad de este sitio se estima en 9 millones de años. En este sitio también yacía Sivaladapis nagrii. Indraloris kamlialensis se conoce en dos sitios en la provincia de Panyab (Pakistán), con una antigüedad estimada de 15,2 millones de años: Y642 y Y682. Sivaladapis palaendicus se describió en los dos sitios y dos lorisidos se conocen de Y682. Los Indraloris grandes no descritos formalmente se hallaron en Y642 y un sitio más antiguo, Y801, estimado en 16,8 millones de años de antigüedad. Todos los sitios mencionados se encuentran en la meseta de Potwar.
Poco se conoce en lo referente a la ecología de los sivaladápidos. Gingerich y Sahni sugirieron que Indraloris era probablemente arbóreo y probablemente su diera era más frugivora Sivaladapis, el cual se consideró como folívoro. Flynn y Morgan consideraron que I. kamlialensis poseía una dieta mixta. La extinción a finales del Mioceno de los sivaladápidos de India pudo estar relacionado con el declive de la cubierta vegetal en Asia y a la competencia con los recién llegados colobinos.